# RFLチャンピオンシップ
チャンピオンシップ（英: Championship）は、ラグビーフットボールリーグ（RFL）が組織するプロラグビーリーグ競技会である。スポンサー名を冠してBetfred Championshipとも呼ばれる。RFLによる競技会としてはスーパーリーグの1つ下の階層の2部リーグに相当する。14チームからなり、スーパーリーグへの昇格およびリーグ1（3部）への降格制度がある。
2003年から2009年はナショナルリーグ1（National League One）と呼ばれていた。

## クラブ
| チャンピオンシップのクラブ（2020年） |                                |        |                                            |                                              |          |
| クラブカラー                         | クラブ                         | 創設年 | 所在地                                     | スタジアム                                   | 収容人数 |
|                                      | バトリー・ブルドッグズ         | 1880年 | バトリー（ウェスト・ヨークシャー）         | マウント・プレザント                         | 7,500    |
|                                      | ブラッドフォード・ブルズ       | 1907年 | デューズベリー（ウェスト・ヨークシャー）   | クラウン・フラット                           | 5,800    |
|                                      | デューズベリー・ラムズ         | 1898年 | デューズベリー（ウェスト・ヨークシャー）   | クラウン・フラット                           | 5,800    |
|                                      | フェザーストーン・ローヴァーズ | 1902年 | フェザーストーン（ウェスト・ヨークシャー） | ポストオフィス・ロード                       | 8,000    |
|                                      | ハリファックス                 | 1873年 | ハリファックス（ウェスト・ヨークシャー）   | ザ・シェイ                                   | 14,000   |
|                                      | リー・センチュリオンズ         | 1878年 | リー（グレーター・マンチェスター）         | リー・スポーツ・ヴィレッジ                   | 12,000   |
|                                      | ロンドン・ブロンコズ           | 1980年 | イーリング（ロンドン）                     | トレイルファインダーズ・スポーツ・グラウンド | 4,000    |
|                                      | オールダム                     | 1876年 | オールダム（グレーター・マンチェスター）   | ホワイトバンク・スタジアム                   | 1,500    |
|                                      | シェフィールド・イーグルズ     | 1984年 | シェフィールド（サウス・ヨークシャー）     | オリンピック・レガシー・パーク               | 3,000    |
|                                      | スウィントン・ライオンズ       | 1866年 | セール（グレーター・マンチェスター）       | ヘイウッド・ロード                           | 3,387    |
|                                      | トゥールーズ・オランピック     | 1937年 | トゥールーズ（オート＝ガロンヌ県）         | スタッド・エルネスト＝アルジュレス           | 4,000    |
|                                      | ホワイトヘイブン               | 1948年 | ホワイトヘイブン（カンブリア）             | レクリエーション・グラウンド                 | 7,500    |
|                                      | ウィドネス・バイキングズ       | 1875年 | ウィドネス（チェシャー）                   | ハルトン・スタジアム                         | 13,500   |
|                                      | ヨーク・シティ・ナイツ         | 2002年 | ヨーク（ノース・ヨークシャー）             | ブーサム・クレセント                         | 8,256    |

## 構造

### レギュラーシーズン
14チームがホーム・アンド・アウェー方式で2回総当たり戦を行う。間にザ・サマー・バッシュが挟まる。勝利チームに勝ち点2、引き分けには勝ち点1が与えられる。シーズン終了後、最下位から2チームは降格し、上位5チームがプレーオフに進む。

### サマー・バッシュ
サマー・バッシュでは全14チームが、大抵はライバルチームと追加ラウンドを戦う。

### プレーオフ
- 第1週
  - クォリフィケイション・ファイナル: 2位 vs 3位
  - エリミネーション・ファイナル: 4位 vs 5位
  - 不戦勝: 1位
- 第2週
  - 準決勝2: 1位 vs クォリフィケイション・ファイナルの勝者
  - 準決勝1: クォリフィケイション・ファイナルの敗者 vs エリミネーション・ファイナルの勝者
- 第3週
  - プレリミナリー・ファイナル: 準決勝2の敗者 vs 準決勝1の勝者
  - 不戦勝: 準決勝2の勝者
- 第4週
  - プレーオフ・ファイナル: 準決勝2の勝者 vs プレリミナリー・ファイナルの勝者

## 結果
| 年   | チャンピオン                     | 昇格                             | 降格                                                           |
| ---- | -------------------------------- | -------------------------------- | -------------------------------------------------------------- |
| 2003 | サルフォード                     | サルフォード                     | デューズベリー                                                 |
| 2004 | リー                             | リー                             | キースリー                                                     |
| 2005 | カッスルフォード                 | カッスルフォード                 | バロー フェザーストーン                                        |
| 2006 | ハル・キングストン・ローヴァーズ | ハル・キングストン・ローヴァーズ | オールダム ヨーク・シティ・ナイツ                              |
| 2007 | カッスルフォード                 | カッスルフォード                 | ロッチデール ドンカスター                                      |
| 2008 | サルフォード                     | サルフォード クルセイダーズ      | デューズベリー                                                 |
| 2009 | バロー                           | 昇格なし                         | ドンカスター ニューカッスル                                    |
| 2010 | ハリファックス                   | 昇格なし                         | キースリー ホワイトヘイブン                                    |
| 2011 | フェザーストーン                 | ウィドネス                       | バロー トゥールーズ                                            |
| 2012 | シェフィールド                   | 昇格なし                         | 降格なし                                                       |
| 2013 | シェフィールド                   | 昇格なし                         | ヨーク・シティ・ナイツ ハンスレット                            |
| 2014 | リー                             | 昇格なし                         | バロー スウィントン ロッチデール ノース・ウェールズ キースリー |
| 2015 | リー                             | 昇格なし                         | ドンカスター ハンスレット                                      |
| 2016 | リー                             | リー                             | ワーキントン ホワイトヘイブン                                  |
| 2017 | ハル・キングストン・ローヴァーズ | ハル・キングストン・ローヴァーズ | オールダム ブラッドフォード                                    |
| 2018 | トロント                         | ロンドン・ブロンコズ             | 降格なし                                                       |
| 2019 | トロント                         | トロント                         | バロー ロッチデール                                            |

### 優勝
|   | クラブ                           | 優勝回数 | 優勝年                 |
| - | -------------------------------- | -------- | ---------------------- |
| 1 | リー・センチュリオンズ           | 4        | 2004, 2014, 2015, 2016 |
| 2 | サルフォード・レッドデビルズ     | 2        | 2003, 2008             |
| 3 | カッスルフォード・タイガーズ     | 2        | 2005, 2007             |
| 4 | シェフィールド・イーグルズ       | 2        | 2012, 2013             |
| 5 | ハル・キングストン・ローヴァーズ | 2        | 2006, 2017             |
| 6 | トロント・ウルフパック           | 2        | 2018, 2019             |
| 7 | バロー・レイダーズ               | 1        | 2009                   |
| 8 | ハリファックス                   | 1        | 2010                   |
| 9 | フェザーストーン・ローヴァーズ   | 1        | 2011                   |

## スポンサー
| 期間      | スポンサー                       | リーグ名                         |
| --------- | -------------------------------- | -------------------------------- |
| 2003–2008 | ナフィールド                     | LHF Healthplan National League 1 |
| 2009–2012 | コーオペラティヴ（生協）グループ | Co-operative Championship        |
| 2013–2017 | キングストン・プレス・サイダー   | Kingstone Press Championship     |
| 2018–2021 | ベットフレッド                   | Betfred Championship             |